# Drynaria sinica
Drynaria sinica là một loài thực vật có mạch trong họ Polypodiaceae. Loài này được Diels miêu tả khoa học đầu tiên năm 1900.